# Retour à la montagne
Retour à la montagne est le douzième roman de Roger Frison-Roche publié en France en 1957 par Arthaud. Il est le troisième épisode d'une trilogie qui commence avec Premier de cordée et La Grande Crevasse.

## L'histoire
L'histoire est la suite directe de La Grande Crevasse. Elle raconte l’enterrement de Zian, guide de haute montagne, et la vie difficile de Brigitte, une bourgeoise parisienne et de leur fils, Jean-Baptiste, dans la vallée de Chamonix. Les habitants de la vallée reprochent à Brigitte la mort de Zian. Dans un contexte d'avant la Seconde Guerre mondiale, Brigitte va organiser, avec son ami Peau-d'Ane, un secours pour des Allemands en difficulté dans les Grandes Jorasses, ce qui la fera apparaître héroïque aux yeux des guides de la Compagnie.

## Élément autobiographique
- Joseph Ravanel est un guide de haute montagne, surnommé « le rouge » en raison de sa chevelure rousse, rebaptisé Joseph Ravanat, dans ce roman. Le 1er septembre 1925, Joseph Ravanel a choisi Frison-Roche comme porteur pour l'ascension du mont Blanc.
- Dans ce livre, Peau-d'Ane devient le premier guide non-chamoniard comme Roger Frison-Roche a été le premier guide de la Compagnie des guides de Chamonix à ne pas être chamoniard. En effet, il est originaire du Beaufortain et né à Paris.